# メッタ・サンディフォード＝アーテスト
- メッタ・ワールド・ピース
- ロン・アーテスト

メッタ・サンディフォード＝アーテスト（Metta Sandiford-Artest、1979年11月13日 -）はNBAのロサンゼルス・レイカーズなどに所属していたバスケットボール選手。ポジションはスモールフォワード。2017年よりレイカーズ傘下のサウスベイ・レイカーズ (前名：ロサンゼルス・ディーフェンダーズ) の選手育成担当コーチ。
出生名はロナルド・ウィリアム・"ロン"・アーテスト・ジュニア（Ronald William "Ron" Artest Jr.）。2011年から2020年にかけてメッタ・ワールド・ピース（Metta World Peace）と改名していた。
ニューヨーク市クイーンズ区ロング・アイランド・シティ地区にあるクイーンズブリッジ団地という公営住宅で生まれ育った。
201cm、112kg。ディフェンス面ではポイントガードからパワーフォワードまで相手の要となる選手を抑える。

## 経歴

### キャリア序盤
セント・ジョンズ大学でプレーした後、1999年のNBAドラフトでシカゴ・ブルズより1巡目16位で指名された。この時、アーテストは泣いたが、TNTに「これは純粋にうれしくて泣いているんだ」と語っている。2002年にブラッド・ミラーとロン・マーサーらとともにジェイレン・ローズ、トラビス・ベストなどとのトレードでインディアナ・ペイサーズに移籍した。2003-04シーズンにはNBA最優秀守備選手賞を受賞し、NBA屈指のディフェンダーの仲間入りを果たした。

### パレスでの騒乱
2004-05シーズンの2004年11月19日、デトロイト・ピストンズのホームコート「ザ・パレス・オブ・オーバーンヒルズ」で起こった事件。NBA選手や観客数人による一連の口論や騒動のことをさす。NBAはおろか、アメリカのプロスポーツの歴史の中でもっとも不名誉な事件のひとつといわれている。
事の発端はアーテストがピストンズのベン・ウォレスに対してファウルをしたことが始まり。それにベン・ウォレスが激しく怒りアーテストを強く押した。ベン・ウォレスの真似をしながら、アーテストはコートサイドのテーブルの上に寝た後、試合の解説者の真似をした。そんなアーテストに向かってベン・ウォレスは自分のヘッドバンドを投げた。その直後、地元のピストンズファンのジョン・グリーン（当時ミシガン州ウェスト・ブルームフィールド在住）がアーテストに向かってコーラの入ったコップを投げて、それがアーテストに当たった。それに反応したアーテストは観客席に飛び込み、コップを投げた人物だと勘違いした観客に掴みかかった。実際には別人だった。そこにペイサーズの選手達が応戦や仲裁に飛び込んで、アーテストはコート上に戻った。しかしそこでアーテストは観客のA.J.シャックルフォード（侮蔑的な言葉を口にしたピストンズファン）を殴る。ゲームは終了46秒前だったが試合はその時点で終了(後日放棄試合が宣告された)になった。
2004年11月21日、NBAはアーテストのシーズン残り試合（73試合）を出場停止にした。これはドラッグ、賭博が原因ではない処分としては、NBAの歴史の中で最長の出場停止処分期間だった。そのほか、4人のピストンズの選手、4人のペイサーズの選手にそれぞれ最長30試合の出場停止処分が科された。その4人のペイサーズの選手には罰金やコミュニティ・サービスも科された。また、数人の観客と、紙コップを投げつけたジョン・グリーンにパレス・オブ・オーバーンヒルズに生涯入場禁止処分が科された。アーテストはこの出場停止によりサラリーのうち約500万ドルを失ったといわれている。

### サクラメント・キングス
停止処分が明けて、ようやく新シーズンが始まると、アーテストはトレードを要求した。これに対し当時の球団幹部のラリー・バードや、オールスター選手のジャーメイン・オニールは「裏切られた気分だ」というコメントしている。
2005-06シーズンの途中でペイサーズからサクラメント・キングスに、ペジャ・ストヤコビッチとのトレードで移籍した。2000年以来プレーオフの常連であったキングスはけが人が続出し、プレーオフ出場が危ぶまれていた。アーテストはリック・アデルマンヘッドコーチに見出され、キングスは守備を中心に勝ち星を増やして、なんとかプレーオフに出場するまでになった。FOXスポーツは「アーテストがキングスをプレーオフ出場レースに復活させた」と表現した。2006年のプレーオフでは1回戦でサンアントニオ・スパーズに敗れている。
調子を取り戻したアーテストであったが、2005-06シーズン終了後にチームメートのボンジ・ウェルズ及びヘッドコーチのアデルマンが契約満了することになっていた。アーテストは2人に大きな信頼を寄せており、自らの報酬を減らしてでも彼らの引きとめを願った がチームの方針により2人はチームを去って行った。以後2シーズン主力として活躍したが、時折、精彩を欠くようになり、キングスも低迷するようになっていった。

### ヒューストン・ロケッツ
2008年オフ、トレードでヒューストン・ロケッツへ移籍しトレイシー・マグレディ、姚明とBIG3を結成した。ロケッツで再びアデルマンの元でプレイし、チームの12年ぶりのウェスタン・カンファレンス準決勝進出に貢献した。

### ロサンゼルス・レイカーズ
2009年オフにFAとなり、ロサンゼルス・レイカーズと契約した。
2010年NBAファイナル、3勝3敗で迎えた第7戦では両チームのFG成功率が上がらず、さらにレイカーズのエースコービー・ブライアントが絶不調の中、アーテストは3Pシュート、オフェンスリバウンドからのショット、スティールと、攻守でチームに貢献。この試合では20得点5リバウンド5スティールを記録し、監督のフィル・ジャクソンをして、「今日の試合のMVPはアーテストだ」と言わしめた。この勝利でレイカーズは2010年のNBAファイナルを制覇。アーテストも自身初のチャンピオンリングを獲得した。
2010年9月、自身のチャンピオンリングを学校の精神カウンセリングを支援するためのチャリティオークションに出品することを検討していることを明らかにした。
2011年9月、本名を「メッタ・ワールド・ピース」に改名した。この頃になると衰えを見せ始め往年のディフェンス力を失うこととなる。
2013年7月、レイカーズの年俸枠確保のため、アムネスティ条項を行使されて放出された。その後ニューヨーク・ニックスへ移籍。

### ニューヨーク・ニックス
2013年7月16日、公式にニックスと契約。カーメロ・アンソニーのバックアップとして期待されたが不振に苦しみ、翌2014年2月24日に解雇された。

### 四川ブルーホエールズ
2014年8月4日、中国プロバスケットボールリーグの四川ブルーホエールズと契約。その際、登録名を「ザ・パンダズ・フレンド」に改名した。現在は退団している。

### ロサンゼルス・レイカーズ
2015年9月24日、レイカーズと契約を結んだ。

### 引退後
2017年10月24日、選手生活に区切りを付け、レイカーズ傘下のサウスベイ・レイカーズの選手育成担当コーチに就任したことが発表された。

## 個人成績

### レギュラーシーズン
| シーズン | チーム   | GP  | GS  | MPG  | FG%  | 3P%  | FT%  | RPG | APG | SPG | BPG | PPG  |
| -------- | -------- | --- | --- | ---- | ---- | ---- | ---- | --- | --- | --- | --- | ---- |
| 1999–00  | CHI      | 72  | 63  | 31.1 | .407 | .314 | .674 | 4.3 | 2.8 | 1.7 | .5  | 12.0 |
| 2000–01  | CHI      | 76  | 74  | 31.1 | .401 | .291 | .750 | 3.9 | 3.0 | 2.0 | .6  | 11.9 |
| 2001–02  | CHI      | 27  | 26  | 30.5 | .433 | .396 | .628 | 4.9 | 2.9 | 2.8 | .9  | 15.6 |
| 2001–02  | IND      | 28  | 24  | 29.3 | .411 | .215 | .733 | 5.0 | 1.8 | 2.4 | .6  | 10.9 |
| 2002–03  | IND      | 69  | 67  | 33.6 | .428 | .336 | .736 | 5.2 | 2.9 | 2.3 | .7  | 15.5 |
| 2003–04  | IND      | 73  | 71  | 37.2 | .421 | .310 | .733 | 5.3 | 3.7 | 2.1 | .7  | 18.3 |
| 2004–05  | IND      | 7   | 7   | 41.6 | .496 | .412 | .922 | 6.4 | 3.1 | 1.7 | .9  | 24.6 |
| 2005–06  | IND      | 16  | 16  | 37.7 | .460 | .333 | .612 | 4.9 | 2.2 | 2.6 | .7  | 19.4 |
| 2005–06  | SAC      | 40  | 40  | 40.1 | .383 | .302 | .717 | 5.2 | 4.2 | 2.0 | .8  | 16.9 |
| 2006–07  | SAC      | 70  | 65  | 37.7 | .440 | .358 | .740 | 6.5 | 3.4 | 2.1 | .6  | 18.8 |
| 2007–08  | SAC      | 57  | 54  | 38.1 | .453 | .380 | .719 | 5.8 | 3.5 | 2.3 | .7  | 20.5 |
| 2008–09  | HOU      | 69  | 55  | 35.5 | .401 | .399 | .748 | 5.2 | 3.3 | 1.5 | .3  | 17.1 |
| 2009–10  | LAL      | 77  | 77  | 33.8 | .414 | .355 | .688 | 4.3 | 3.0 | 1.4 | .3  | 11.0 |
| 2010–11  | LAL      | 82  | 82  | 29.4 | .397 | .356 | .676 | 3.3 | 2.1 | 1.5 | .4  | 8.5  |
| 2011–12  | LAL      | 64  | 45  | 26.9 | .394 | .296 | .617 | 3.4 | 2.2 | 1.1 | .4  | 7.7  |
| 2012–13  | LAL      | 75  | 66  | 33.7 | .403 | .342 | .734 | 5.0 | 1.5 | 1.6 | .6  | 12.4 |
| 2013–14  | NYK      | 29  | 1   | 13.4 | .397 | .315 | .625 | 2.0 | .6  | .8  | .3  | 4.8  |
| 2015–16  | LAL      | 35  | 5   | 16.9 | .311 | .310 | .702 | 2.5 | .8  | .6  | .3  | 5.0  |
| 2016–17  | LAL      | 25  | 2   | 6.4  | .279 | .237 | .625 | .8  | .4  | .4  | .1  | 2.3  |
| Career   | Career   | 991 | 840 | 31.7 | .414 | .339 | .715 | 4.5 | 2.7 | 1.7 | .5  | 13.2 |
| All-Star | All-Star | 1   | 0   | 17.0 | .600 | .000 | .500 | 3.0 | 3.0 | 1.0 | .0  | 7.0  |

### プレーオフ
| シーズン | チーム | GP | GS | MPG  | FG%  | 3P%  | FT%   | RPG | APG | SPG | BPG | PPG  |
| -------- | ------ | -- | -- | ---- | ---- | ---- | ----- | --- | --- | --- | --- | ---- |
| 2002     | IND    | 5  | 5  | 33.4 | .407 | .462 | .692  | 6.0 | 3.2 | 2.6 | .6  | 11.8 |
| 2003     | IND    | 6  | 6  | 42.0 | .389 | .387 | .800  | 5.8 | 2.2 | 2.5 | 1.0 | 19.0 |
| 2004     | IND    | 15 | 15 | 38.9 | .378 | .288 | .718  | 6.5 | 3.2 | 1.4 | 1.1 | 18.4 |
| 2006     | SAC    | 5  | 5  | 39.6 | .383 | .333 | .696  | 5.0 | 3.0 | 1.6 | .8  | 17.4 |
| 2009     | HOU    | 13 | 13 | 37.5 | .394 | .277 | .714  | 4.3 | 4.2 | 1.1 | .2  | 15.6 |
| 2010     | LAL    | 23 | 23 | 36.5 | .398 | .291 | .579  | 4.0 | 2.1 | 1.5 | .5  | 11.2 |
| 2011     | LAL    | 9  | 9  | 31.9 | .443 | .321 | .762  | 4.6 | 2.2 | 1.1 | .8  | 10.6 |
| 2012     | LAL    | 6  | 6  | 39.3 | .367 | .389 | .750  | 3.5 | 2.3 | 2.2 | .7  | 11.7 |
| 2013     | LAL    | 3  | 3  | 28.0 | .250 | .143 | 1.000 | 3.7 | 1.7 | .7  | .3  | 6.0  |
| Career   | Career | 85 | 85 | 36.9 | .389 | .308 | .714  | 4.8 | 2.8 | 1.5 | .7  | 13.9 |

## プレースタイル
鋼のようなフィジカルと天性のディフェンス感覚を武器に、PFにも押し負けずPGのドリブルにも絡みつく、レブロン・ジェームズ、ティム・ダンカン、クリス・ポールなど、相手を選ばずマッチアップができるNBA指折りのディフェンススペシャリスト。ドリブルをやや苦手とするなど器用さに欠けるものの体格を生かした1on1や3ポイントシュートなどを得意としており、時には30得点以上を記録し、また大事な時間帯にビッグショットを決めるクラッチ能力を見せるなど、オフェンスも備えているが自分の役割はディフェンスであるという自覚から周囲に譲りがちな面がある。冷静に頭を使うこともあれば感情を爆発させるときもあり、オフェンスには参加しない素振りを見せながら急に点を量産するなど包括的に非常に気まぐれなバスケットをする選手である。また、コート内外で揉め事が多いトラブルメーカーとして有名。

## アーテスト時代に起こした騒動
- ブルズに在籍していたとき、従業員に対する割引が目的でサーキット・シティーという大手の家電量販店にアルバイト仕事を始めたため批判されたことがある(本人曰くプロ選手となり稼げる様になったが、謙虚さを忘れず少し落ち着く為らしい)。
- ペイサーズ在籍時にはバスローブで練習に参加したことがある。
- 2001年夏、練習試合でマイケル・ジョーダンの肋骨を折った。
- 2003年にはマディソン・スクエア・ガーデンでテレビカメラを壊したのが原因で3試合の出場停止処分が科された。
- 2003年、マイアミ・ヒートのパット・ライリー監督と口論をして4ゲームの出場停止処分が科された。
- 2004-2005シーズン、ペイサーズ在籍時にR&BのCDの製作が忙しいという理由で当時の監督のリック・カーライルに1ヶ月の休養を要求した。そのため2ゲームの出場停止処分が科された。
- 2006年、プレーオフ1回戦の第2試合には出場停止でプレーできなかった。1試合目でマヌ・ジノビリの顔にひじを当てたため。
- 2007年、妻に対するドメスティックバイオレンスにより逮捕され、GMより出場停止が言い渡される[7]。

## コート外での評判
非常に落ち着いた、性格の良い人だと家族は語っている。年下の兄弟のアイザイアとダニエルは「彼は父親のように面倒を見てくれる。」父親のロンは「息子がNBAのシーズン中の旅のせいで思うように彼の子供たちと過ごせないことを知っている。彼は良い父親だ。」と言っている。母親のサラは「彼は犯罪者でもなければギャングでもない。息子たちはプロジェクトに住んでいた間、（大きな）喧嘩なんてしなかった。」「あの（パレスでの事件のあった）年の最初のころ、「僕のことを好きじゃないファンがいるとき、とてもつらいよ。コインを投げてきたりするんだ。」と言っていたわ。彼は悪い人間じゃない。あの騒動でも、彼は反応しただけなのよ。」と、アーテストの73試合の出場停止期間中に語っている。

## その他
- ペイサーズで背番号が23番をつけていた時期がある。これはマイケル・ジョーダンへの尊敬を示したもの。
- 2004-2005シーズンには91番をつけていた。これはデニス・ロッドマンへの尊敬を示したもの。一時は、ブルズの背番号を全制覇するとも言っていた。
- デトロイト・ピストンズの本拠地パレス・オブ・オーバーンヒルズでおこした「パレスの騒乱（malice at the Palace）」の後は15番をつけた。
- キングス在籍時には93番をつけた。
- 2006年夏時点で、NBA選手の中でただ一人「k1x」（ドイツのブランド）を支持している(2009年3月に中国のブランド、「Peak」と契約。同社はアーテストの他、ジェイソン・キッド、サーシャ・ブヤチッチ、シェーン・バティエ等と契約している）。
- 2010年1月ごろ、両足が足底筋膜炎になる。ヘッドコーチのフィル・ジャクソンはアーテストの契約しているPeakのシューズを「ハドソン川沿いを歩くためのコンクリートブーツ」と揶揄して足底筋膜炎の原因だと批判した。これに対してアーテストは「コーチは俺の足が痛むのは靴のせいだと言っているが、それには裏付けがない。俺はPeakのシューズを気に入っている。」とツイッターで反論した（他ブランドのシューズを履いているNBA選手も足底筋膜炎になることはあり、またPeakの靴を履く選手全てが足底筋膜炎にかかっているわけでもないため、アーテストの反論どおり靴だけが原因とは言い切れない）。
- 2013年現在の契約ブランドは中国のBall'nというメーカーである。
- アーテストの父親はニューヨークのマンハッタンにある「Patis」という店の用心棒。
- アーテストは9人兄弟の4番目に生まれた。
- 瞑想を取り入れることを考えたことはあるかとインタビューで聞かれ、アーテストは「そんなことを考えたことは無い。かつて医者が俺に瞑想をするように提案をしてきたことがある。「（瞑想の仕方などについて書かれた文書を）もらっておきます。」と言ったが、すぐにゴミ箱に捨てたよ。」と語っている。
- オールスターに出られる実力がありながらほとんど出ていないことについて「俺をオールスターゲームに出さないほうが良い。俺ならシュートしなくても、あんなやさしいゲームは支配できる。ファウルもするし、フレグラント・ファウルもするだろう。他のオールスターのメンバーたちは「あいつはいったい何をしているんだ」と言うだろうな。」
- 野球ではニューヨーク・メッツファンである。
- 激しいプレイスタイルから「TRU WARIOR」(トゥルー・ウォリアー)の異名を持っている[9]。
- 2006年に『My World』と名づけられたラップアルバムを発表するものの、第1週の売り上げは343枚に終わり、商業的には大失敗に終わった。
- 2010年5月、実弟のダニエルがツイッターで「兄はトレバー・アリーザよりも格上」と発言し、そのツイッターにアリーザ本人も登場したことがある。ダニエルの主張は「アリーザはチャンピオンリングを持っているが、それだけ。兄（ロン・アーテスト）が24歳の時には"オールNBA 3rdチーム"、"オールNBAディフェンシブチーム"に選ばれていた。アリーザをけなしている訳ではないが、アリーザだったらプレイオフ一回戦（対オクラホマシティ・サンダー）でケビン・デュラントを爆発させ、レイカーズは敗退していた。」とのもの。これに対してアリーザは「今、自分は成長している途中で、ロンは偉大なプレイヤー。」「ロンのゲームは好きだが、自分のしていることとロンの成したことを比べる気はない。ごめんね、弟さん。」と大人な対応をした。また、ケビン・デュラントも後にアリーザにツイッターでコメントを寄せている。
- 2011年9月16日、本名を「メッタ・ワールド・ピース」に改名した。名字の「ワールド・ピース」は「世界平和」を意味し、名前の「メッタ」は仏教において、「すべてのものへの友愛を」という意味がある。

## 受賞・タイトル
- NBAチャンピオン(2010)
- NBA最優秀守備選手賞(2004)
- NBAオールスター出場(2004)
- オールNBAサードチーム選出(2004)
- ２×オールNBAディフェンシブ ファーストチーム(2004,2006)
- ２×オールNBAディフェンシブ セカンドチーム(2003,2009)
- オールNBAルーキー セカンドチーム(2000)
- ジェイ・ウォルター・ケネディー市民賞(2011)
- ハガーティー賞(1999）